# Powiat Thorn
Powiat Thorn (niem. Landkreis Thorn, Kreis Thorn; pol. powiat toruński) – Utworzony jako jednostka administracyjna Księstwa Warszawskiego w 1807 r., niemiecką nazwę otrzymał w 1818 r. po upadku Napoleona i przekazaniu powiatu Prusom. Nazwę niemiecką zachował do 1920. Należał do rejencji kwidzyńskiej, w prowincji Prusy Zachodnie. Siedzibą powiatu było miasto Thorn. Teren powiatu leży obecnie w województwie kujawsko-pomorskim.

## Historia
Powiat powstał 1 kwietnia 1818 r. Od 3 grudnia 1829 do 1878 należał do prowincji Prusy. 1 października 1887 z części terenu powiatu utworzono powiat Briesen. 1 kwietnia 1900 miasto Thorn staje się powiatem miejskim (Stadtkreis). W związku z tym, nazwę powiatu zmieniono z Kreis Thorn na Landkreis Thorn. 1 kwietnia 1906 gmina Mocker z powiatu została włączono do miasta Thorn. W latach 1920–1939 po ustaleniach traktatu wersalskiego powiat należał do Polski pod nazwą powiat toruński. Po napaści na Polskę, 26 listopada 1939 nazwę powiatu z polskiej zmieniono na niemiecką i do końca niemieckiej okupacji należał do rejencji bydgoskiej w okręgu Gdańsk-Prusy Zachodnie.
W 1910 na terenie powiatu znajdowały się dwa miasta:
- Culmsee (Chełmża)
- Podgorz (Podgórz)

oraz 132 inne gminy.